# فرناندا آبرو
فرناندا آبرو (بالبرتغالية: Fernanda Abreu) (و. 1961  م) هي مغنية، وكاتِبة برازيلية، ولدت في ريو دي جانيرو.

## التعليم
تعلمت في الجامعة الأسقفية الكاثوليكية في ريو دي جانيرو.

## جوائز
حصلت على جوائز منها:
- وسام الاستحقاق الثقافي [الإنجليزية]‏ (2009).

## وصلات خارجية
- فرناندا آبرو على موقع IMDb (الإنجليزية)
- فرناندا آبرو على موقع ميوزك برينز (الإنجليزية)
- فرناندا آبرو على موقع ديسكوغز (الإنجليزية)
- فرناندا آبرو على موقع قاعدة بيانات الفيلم (الإنجليزية)

- فرناندا آبرو في قاعدة بيانات الأفلام على الإنترنت